# Latinx

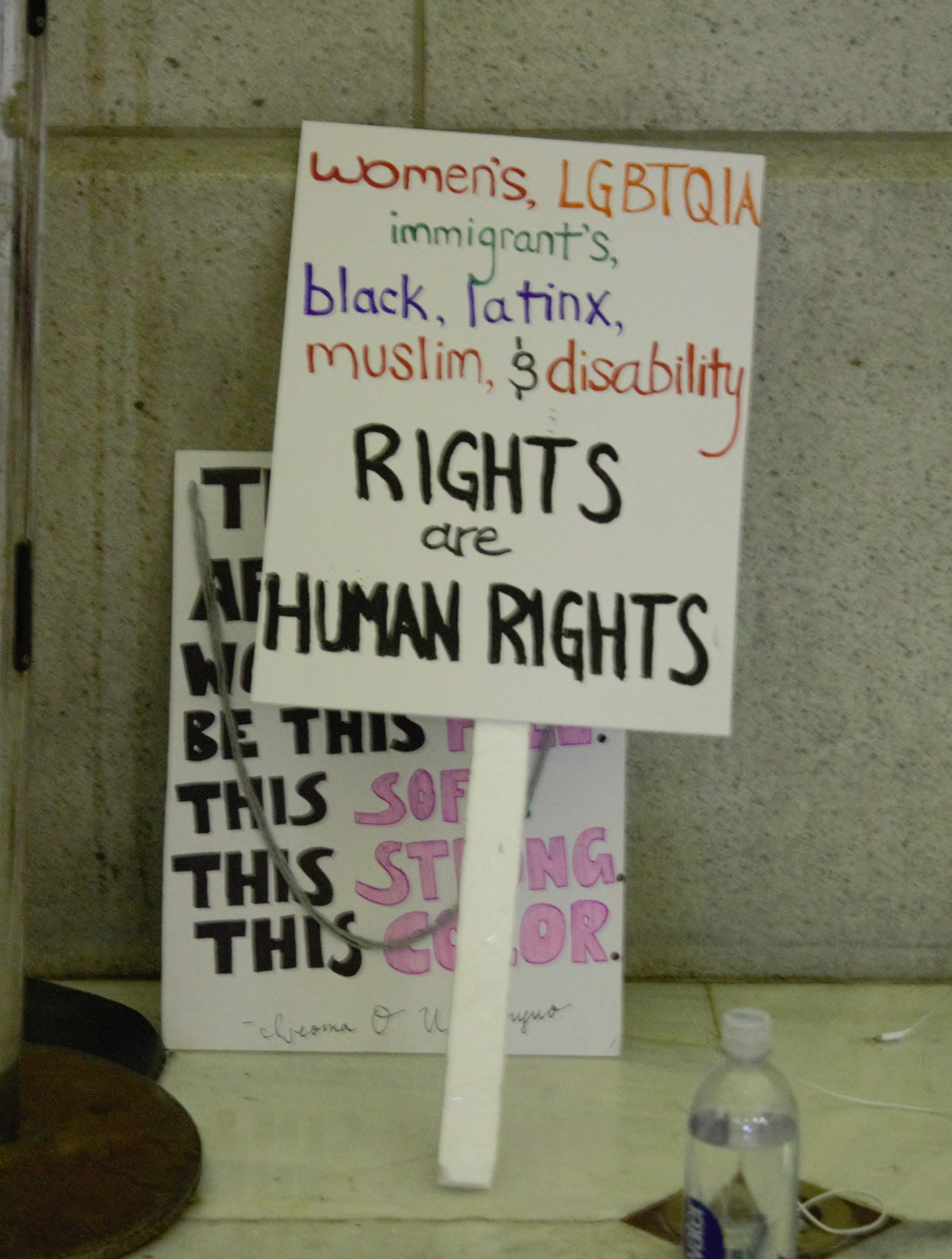
Exemple d'utilisation de Latinx lors de la Marche des Femmes de Washington le 21 janvier 2017

Latinx est un néologisme de genre neutre parfois utilisé à la place de Latino ou Latina pour désigner des personnes vivant aux États-Unis dont la culture est principalement latino-américaine ou qui appartiennent à une ethnie d'Amérique latine. Le suffixe « -x » remplace les suffixes « -o » et « -a » qui terminent les noms et les adjectifs selon les recommandations de la grammaire espagnole[Quoi ?]. Le pluriel est Latinxs. 
Chicanx, Latin@ et Latine servent les mêmes buts. 
L'usage de ce terme est polémique. Les partisans estiment qu'il favorise une meilleure acceptation parmi les latinxs non-binaires. Les opposants affirment que cet usage contrevient à la grammaire et est signe de non-respect envers l'espagnol. Les deux camps s'appuient sur la notion d'impérialisme linguistique pour soutenir ou rejeter son usage. Un sondage mené en 2019 affirme que 98 % des Américains parlant l'espagnol préfèrent un autre terme. L'Académie royale espagnole ne reconnaît pas l'usage du suffixe -x dans son guide de la langue espagnole.
Les descendants de personnes nées en Amérique latine ont recours à différents termes pour s'identifier, souhaitant rejeter l'élitisme et le centrisme anglo-saxon. Parmi ceux-ci, notons « Latina/o », « Latin@ », « Latin American », « Latiné », « Latinu », « Latini », ainsi que les termes habituels : « Latina » et « Latino ». Dans une tentative de rendre compte de la complexité du sujet, le terme Latin* (prononcé comme Latin) a été introduit en 2020.